# Aspru

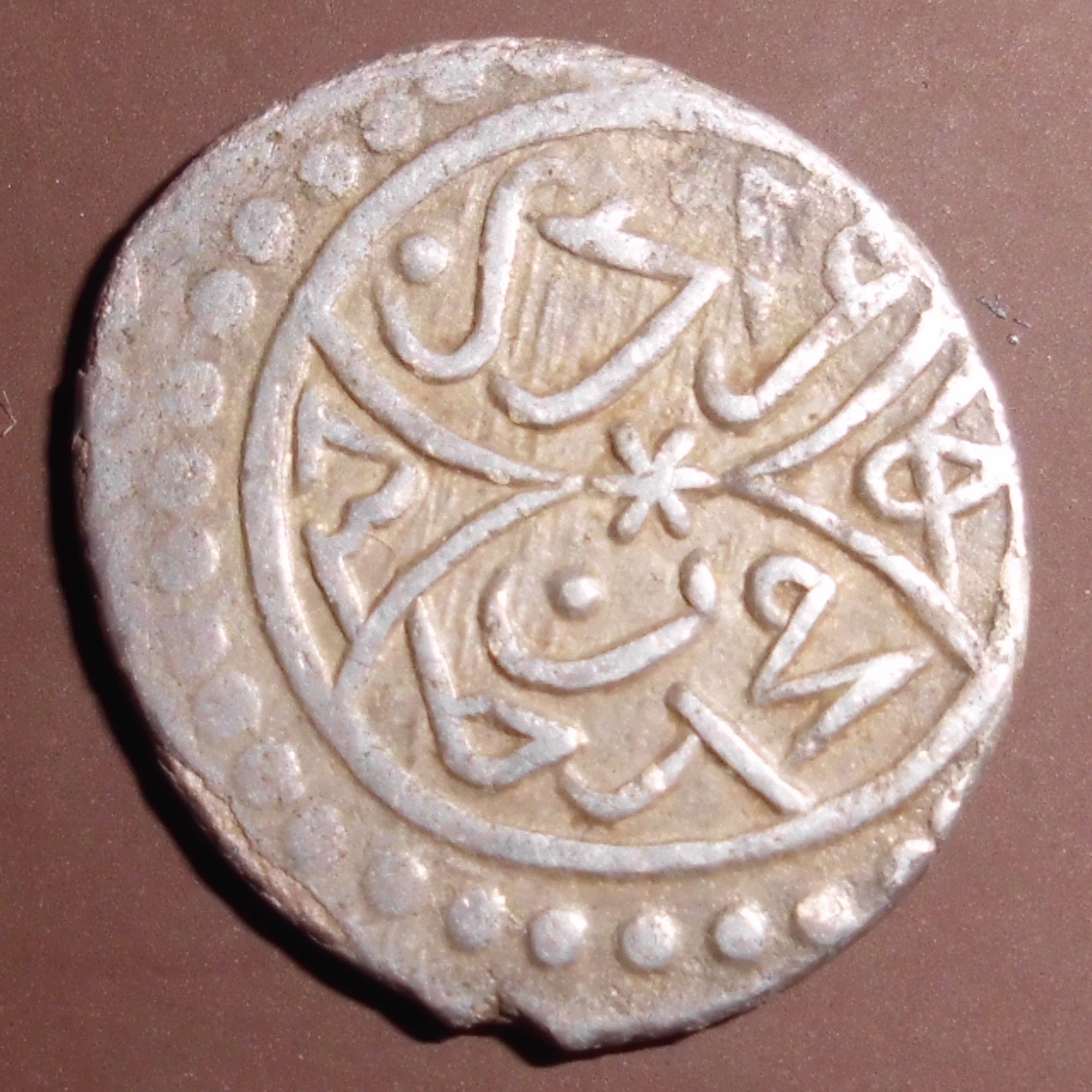
Aspru emis de sultanul Murad al II-lea, în anul 834 (după Hegira), (1430-1431 d.Hr.), avers

Asprul (denumit și akcea, la plural, în română akcele, ori akche, în turcă akçe, iar în turca otomană: آقچه), a fost o mică monedă de argint, care a fost una din unitățile monetare ale Imperiului Otoman începând din secolul al XIV-lea, până când a căzut în desuetudine la începutul secolului al XIX-lea. 

## Etimologie
Denumirea românească aspru provine din denumirea din greacă aspron: „alb”, denumire luată de la culoarea argintie a monedei. Denumirea din limba turcă, akçe provine tot de la culoarea argintie a monedei: în turcă ak: „alb”. Prin urmare, cele două denumiri purtate de această monedă, una din greacă: aspron și cealaltă din turcă: akçe semnifică „alb”. De altfel, localitatea Cetatea Albă, din sudul regiunii istorice Basarabia, este denumită în turcește Akkerman, în grecește Asprokastron, în ucraineană Білгород-Дністровський (citit: Bilhorod-Dnistrovskîi), iar în rusă: Белгород-Днестровский  (citit: Belgorod-Dnestrovskii).
Este de remarcat faptul că moneda subdivizionară a monedei lari folosită în Georgia, tetri, poartă numele unei unități monetare care circula în acea țară, în secolul al XIII-lea. Cuvântul din georgiană tetri (თეთრი) semnifică „alb”, și, prin urmare, desemna monede de argint.
Enciclopedia României online oferă următoarele informații: „Un aspru (de la termenul neo-grec aspron, „monedă nouă”) era o monedă turcească aflată în largă circulație în Țara Românească în secolele al XV-lea–al XVII-lea. A început să fie bătută pe la începutul secolului al XIV-lea, după o monedă bizantină, din argint, și valora o treime de para. În Țara Românească apare documentată în secolul al XV-lea, fiind folosită în comerțul cu amănuntul. În secolul al XVI-lea turcii au început să bată și aspri din aramă, care echivalau cu un ban. În Moldova au mai circulat aspri genovezi, tătărești, dar și un aspru local, bătut de Ioan Vodă cel Viteaz în 1573.”

## Istorie

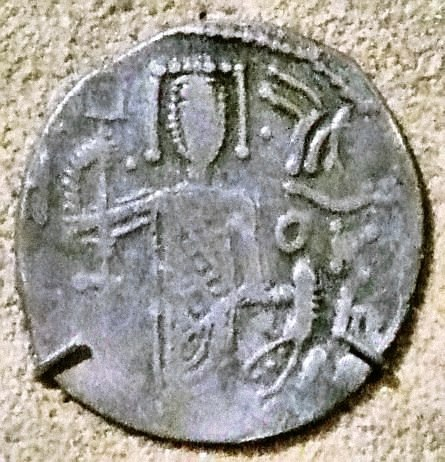
Un aspru emis sub domnia lui Manuel I Comnen. (avers) Este de notat coroana cu ciucuri de cristal, specifică împăraților bizantini

La 1093, împăratul bizantin Alexios I Comnen a emis o monedă de electrum, care, datorită culorii sale albe, a fost denumită „aspron”. 
Împărații din dinastia Comnen, de la Trapezunt / Trebizonda, au emis și ei, între 1235 și 1446, o monedă de argint numită „aspron” 
A fost emisă, pentru prima oară, în 1326 sub sultanul otoman Orhan I (1326-1359). Se spune că această monedă a fost „inventată” de sultanul otoman Osman I (1258–1326), care ar fi fost inspirat de o monedă emisă de împărații din dinastia Comnen din Trebizonda, denumită aspron (în română: „alb”) și destinată prelevării unui impozit, însă atribuirea emiterii unor piese monetare omonime de către sultanul Osman I este, în general, respinsă. Din punctul de vedere al Islamului, acest impozit este condamnabil, întrucât era aplicabil oricărui supus al Imperiului Otoman.  
Primele akcele au fost bătute în atelierele de la Bursa și conțineau circa 1,15 g de argint plus o cantitate variabilă de cupru. Mai târziu au fost bătute și în alte orașe ale imperiului. Moneda avea titlul de 900‰, greutatea de 1,2 g și un diametru de aproximativ 18 mm. 
Mică, akceaua nu a avut succes în Maghreb, în Egipt, în Iran și în Liban, unde a rămas foarte rară, întrucât era puțin practică.
La treizeci și opt de ani după crearea akcelei, a fost emis o monedă divizionară, mangır (denumire care semnifică, în turca otomană, „cupru”, „monedă măruntă”) sub domnia lui Murad I.

## Circulație
Akceaua / asprul a rămas mai mult de un secol singura monedă de argint din Imperiul Otoman. În literatura turcă, asprul este cunoscut și sub numele de « otoman » (Otmani), iar până în 1835 drept « moneda de argint a otomanilor ».
De la apariția akcelei / asprului în 1326 și până la prima domnie a lui Mehmed al II-lea, această monedă a avut o stabilitate remarcabilă, greutatea sa variind între 1,15 și 1,2 grame, iar titlul argintului a rămas, în întrega această perioadă, la 900‰. Însă, începând cu cea de-a doua domnie a lui Mehmed al II-lea, akceaua a fost, în mod periodic, devalorizată, reducându-i-se greutatea până la 0,75 grame în 1481. Se consideră că au existat 6 etape de reducere a greutății asprilor / akcelelor. Toate aceste reduceri de greutate au condus la sporirea veniturilor visteriei imperiului, din aceeași cantitate de argint bătându-se mai multe piese.
Moscheea lui Soliman Magnificul se pare că a costat 59 de milioane de aspri, în 1550, adică 700 000 de țechini de aur din Veneția.
În 1454, sultanul Mehmed al II-lea (1451-1481) a introdus o nouă unitate monetară, altunul, 1 altun valorând 60 de aspri. În 1700, 1 altun valora între 300 și 400 de aspri. Cu reforma monetară a lui Ahmed al III-lea (1703-1730), 1 aspru valora 3 parale, iar în anul 1800 abia 0,1 para.

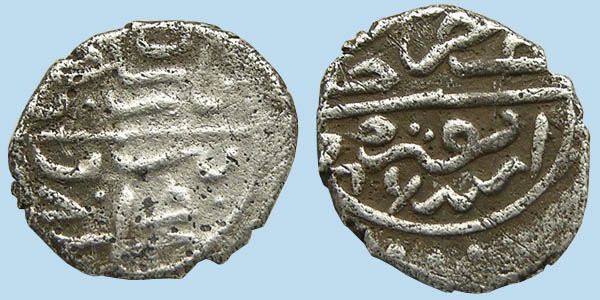
Aspru emis sub sultanul Baiazid al II-lea; avers: SULTAN BEYAZID BİN MEHMED HAN, revers: AZZE NASRUHU DURİBE ANKARA SENE 886 (1508 = H. 886}

Sub Mahmud al II-lea (1808-1839), a fost emisă ultima piesă cu valoare nominală de 1 akçe, iar devalorizările succesive au făcut ca akceaua să nu conțină mai mult de 0,1 grame de argint, încât a fost demonetizată.
În 1843, kurușul de argint alături de lira de aur au format un sistem bimetalic.
Lira turcească a apărut în 1870. Această monedă a fost înlocuită cu noua liră turcească, în turcă Yeni Türk Lirası.

### Circulația monedeiaspruîn țările române
Asprul este explicat în Dicționarul Academiei, coordonat de Sextil Pușcariu între anii 1906–1944, astfel: „cea mai mică monedă turcească de argint de pe vremuri, valorând în țările românești (în secolul al XVII-lea) a șasea parte dintr-un potronic de argint și a douăsprezecea dintr-un florint de argint”. 
În Noul dicționar universal al limbii române citim: „aspru, aspri m, veche monedă turcească de argint, care a circulat și în țările române: Mircea cel Bătrân plătea Turciei în 1383 un tribut de 3.000 aspri.”  Această veche monedă turcească de argint a circulat în țările române, începând cu secolul al XV-lea; valora a douăsprezecea parte dintr-un florin, în secolul al XVII-lea, și 1/80 dintr-un leu (cu alte cuvinte, o lăscaie sau o jumătate de para), la începutul secolului al XIX-lea.
În lucrarea istoricilor Ovid Sachelarie și Nicolae Stoicescu, Instituțiile feudale din țările române. Dicționar, autorii scot în evidență faptul că valoarea monedei aspru a variat în timp, mai ales după ce, în secolul al XVI-lea, turcii au pus în circulație și aspri de cupru (care în Țara Românească apar în 1566), valorând jumătate din asprul de argint.
Între anii 1500-1580, moneda otomană de argint aspru a dominat categoric piața monetară din Țara Românească și Moldova, după 1580 rolul asprilor fiind marginal, pierzând teren în favoarea dinarilor ungurești ori a triplilor groși polonezi.
Un exemplu, în privința circulației asprului în Transilvania, ni-l oferă însemnările făcute în caietul său de cheltuieli de către Mircea, fiu al lui Mihnea cel Rău, care trăia la Brașov: „Atlaz 11 coți, cîte 285 aspri, fac aspri 3135”.

#### Tezaurul monetar de la Golești
La 1 septembrie 2013, un pasionat de arheologie român, Iulian Enache a descoperit un tezaur monetar de argint, care cuprindea 47.000 de bucăți de aspri otomani emiși sub sultanul Murad al II-lea (1404-1451), în perioada 1421-1451. Tezaurul monetar descoperit avea o greutate totală de 54,775 kg. Descoperirea a fost făcută cu ajutorul unui detector de metale, în apropiere de localitatea vâlceană Golești, nu departe de un drum circulat, într-o râpă. Se pare că tezaurul a fost îngropat în urmă cu șase secole, într-un burduf de piele, care s-a descompus în pământ. Tezaurul era îngropat la o adâncime de  vreo 25-27 de centimetri. Descoperitorul a anunțat imediat autoritățile culturale și acestea au recuperat tezaurul monetar.
Potrivit legii române, descoperitorul are dreptul la 30% - 45% din valoarea tezaurului descoperit.

#### Akceaua emisă sub Ion Vodă cel Viteaz
Domnitorul moldovean Ion Vodă, dorind să pregătească  economia țării pentru declanșarea unei revolte antiotomane, a dispus, între altele, baterea unei monede de aramă, pe care a denumit-o „akcea”, care să fie echivalentă valoric cu moneda otomană omonimă (akçe). Akceaua moldoveană a fost realizată în 1573, acest fapt a fost echivalent cu declararea independeței Moldovei față de Sublima Poartă.

## Raportul cu alte monede
În 1454, Mehmed II (1451-1481) a introdus o nouă unitate, altun, 1 altun valorând 60 akçe. În 1700, 1 altun valora 300 până la 400 akçe. Odată cu reforma monetară a lui Ahmed III (1703-1730), 1 akçe valora 3 parale, iar în 1800 abia 0,1 para.
Lira turcească a apărut în 1870. În 2005, lira turcească a fost înlocuită de noua liră turcească, în turcă Yeni Türk Lirası.

## Alte monede cunoscute sub denumirea deaspru
Asprul otoman a fost imitat și falsificat de state aflate în relații comerciale cu Imperiul Otoman, de Ordinul Ioaniților în Rodos, între secolele al XV-lea și al XVI-lea, de Genova, în colonia sa Caffa (Teodosia), aflată pe litoralul Mării Negre (monedele erau denumite și cafiati și baricati), care a produs în 1677 o monedă de 9 aspri cu un bun titlu de argint, descoperită  de regele italian Victor Emanuel al III-lea, și de Veneția care a dispus, în 1481, baterea de aspri, la Tana, aflată la gura de vărsare a Donului, posesiunea sa la Marea Azov.

### Articole conexe
- Liră turcească
- Lăscaie